# Estación de Bobadilla
Bobadilla, antiguamente también denominada Bobadilla-Antequera, es una estación de ferrocarril situada en la localidad de Bobadilla, perteneciente al municipio español de Antequera, en la provincia de Málaga, comunidad autónoma de Andalucía. La estación cuenta con servicios de pasajeros de Media Distancia operados por Renfe. Así mismo, las instalaciones ferroviarias también cumplen funciones logísticas para el tráfico de mercancías.
Históricamente, la estación de Bobadilla constituyó un importante nudo ferroviario de la región andaluza, donde enlazaban las líneas Córdoba-Málaga, Bobadilla-Granada y Bobadilla-Algeciras. Esto conllevó que la estación acogiera un activo tráfico de pasajeros y mercancías. Por este motivo, Bobadilla contó con unas importantes instalaciones ferroviarias, las cuales incluían una reserva de locomotoras que estuvo activa durante muchos años. Sin embargo, en los últimos tiempos sus instalaciones han perdido importancia debido a la pérdida de viajeros por la inauguración de la línea de alta velocidad Córdoba-Málaga.

## Situación ferroviaria
La estación, situada a 375 metros de altitud, forma parte de los trazados de las siguientes líneas férreas:
- Línea férrea de ancho ibérico Córdoba-Málaga, punto kilométrico 123,1.[3]
- Línea férrea de ancho ibérico Bobadilla-Algeciras, punto kilométrico 0,0.[3]

Antiguamente, la estación también fue la cabecera de la línea Bobadilla-Granada, si bien en 1994 entró en servicio una variante que situaba el inicio de esta en la estación de Fuente de Piedra —aunque la conexión desde Bobadilla se mantuvo operativa—.

## Historia

### Primeros tiempos
La estación fue puesta en servicio el 15 de agosto de 1865 con la apertura del tramo Córdoba-Álora de la línea que pretendía unir Córdoba con Málaga. Las obras corrieron a cargo de la Compañía del Ferrocarril de Córdoba a Málaga, que se constituyó con este propósito en 1861. Tiempo después esta compañía comenzaría los trabajos para construir la línea Bobadilla-Granada, cuya construcción no se lograría finalizar hasta 1874. En 1877 ambas líneas férreas —y la estación de Bobadilla— se integrarían en la red de la recién creada Compañía de los Ferrocarriles Andaluces. En 1891 se inauguró el primer tramo de la línea Bobadilla-Algeciras, obra de la compañía inglesa Algeciras-Gibraltar Railway Company, siendo inaugurada en su totalidad un año más tarde. Está última línea también se acabaría integrando en «Andaluces», en 1913. Convertida ya en un importante nudo ferroviario, la compañía «Andaluces» instaló en la estación de Bobadilla una reserva permanente de locomotoras.

### Bajo RENFE y Adif

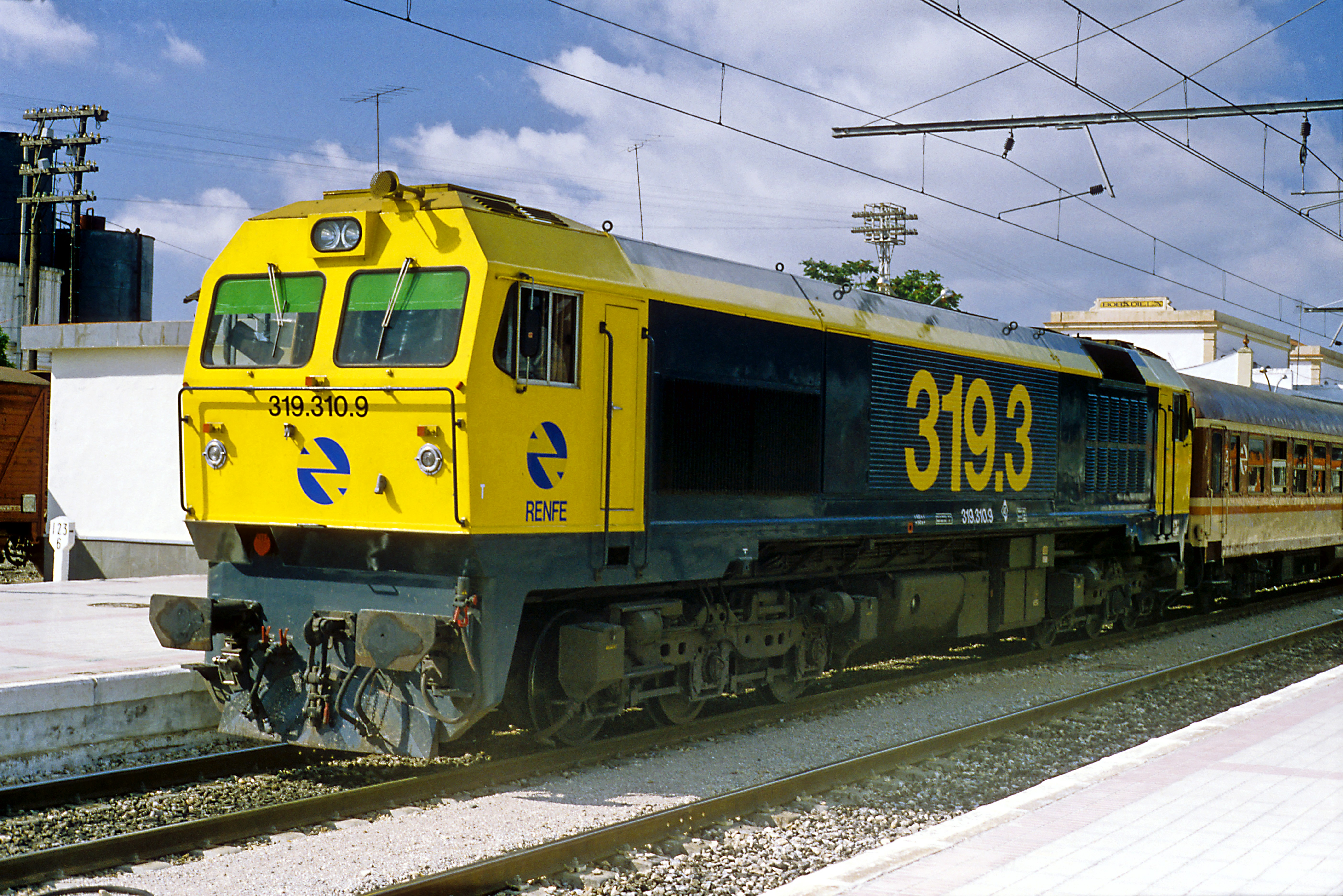
Un tren expreso tirado por una locomotora de la serie 319, en Bobadilla (1993).

En 1936, durante la Segunda República, «Andaluces» fue incautada por el Estado debido a sus problemas económicos, y asignada la gestión de sus infraestructuras a la Compañía Nacional de los Ferrocarriles del Oeste. Esta situación no duró mucho, ya que en 1941, con la nacionalización de todos los ferrocarriles de ancho ibérico, la estación pasó a manos de la recién creada RENFE. Debido a su ubicación geográfica en pleno corazón de Andalucía la estación ha sido durante mucho tiempo paso obligado de las conexiones hacia la Costa del Sol, hacia el centro peninsular vía Córdoba y de los enlaces transversales de Andalucía.
Desde 2005, tras la extinción de RENFE, el ente Renfe Operadora explota la línea mientras que Adif es la titular de las instalaciones ferroviarias. En 2007 entró en servicio la línea de alta velocidad Córdoba-Málaga, lo que a la larga ha supuesto una pérdida de trenes de pasajeros para la línea convencional en favor del trazado de alta velocidad. Esto se ha traducido en la progresiva reducción de servicios ferroviarios que pasan o efectúan su parada por la estación de Bobadilla, especialmente los de Larga Distancia.

## La estación
Está situada al oeste de la localidad en un núcleo de población llamado Estación Bobadilla que nació con la llegada del ferrocarril.  
El edificio para viajeros tiene una composición atípica fruto de la unión de varios cuerpos de una o dos plantas. El diseño es sobrio y funcional, sin elementos decorativos destacables. En su interior alberga una sala de espera, unas taquillas, servicios adaptados y aseos. En la zona de andenes la estación destaca por una playa de vías de 45 000 metros cuadrados formada por un andén lateral al que accede la vía 3 y dos andenes centrales a los que derivan las vías 1-3 y 4-6. También poseen acceso a andén al finalizar en toperas en los laterales del recinto las vías 7 y 5. Quedan sin acceso a andén el resto, numeradas como 8, 10, 12, 14, 16, 18 y 20. Además, estas últimas vías poseen derivaciones hacia otro bloqueo de nueve vías con funciones de clasificación. Las instalaciones se completan con un muelle cubierto y un aparcamiento exterior. 
Antiguamente la estación dispuso de una reserva de locomotoras de vapor, la cual contaba con cocheras —14 vías bajo cubierta— y una rotonda giratoria de 23 metros de diámetro. Dicha reserva de locomotoras dependía directamente del depósito titular de la línea, situado en la estación de Málaga. En sus cercanías también se encontraban unos talleres para las máquinas. Las instalaciones ferroviarias también disponían de depósitos de agua, un almacén de mercancías, una oficina y dormitorios para ferroviarios.
En el caso de Bobadilla la playa de vías no es muy amplia, pero sí disponen de una gran longitud que permite labores de clasificación para los trenes de mercancías.

## Servicios ferroviarios

### Media distancia
El tráfico ferroviario de viajeros de la estación lo forman los trenes de media distancia. Bobadilla permite conexiones directas con Sevilla, Málaga y Algeciras. Hasta 2013 también estaba enlazada con Córdoba vía Puente Genil, hasta que la línea fue suprimida. La frecuencia de los trenes es relativamente alta, especialmente entre Sevilla y Málaga. 